# Lissaspis argentina
Lissaspis argentina är en stekelart som beskrevs av Jussila 1998. Lissaspis argentina ingår i släktet Lissaspis och familjen brokparasitsteklar. Inga underarter finns listade i Catalogue of Life.